# Belfield
Belfield é uma cidade localizada no estado norte-americano de Dacota do Norte, no Condado de Stark.

## Demografia
Segundo o censo norte-americano de 2000, a sua população era de 866 habitantes. 
Em 2006, foi estimada uma população de 810, um decréscimo de 56 (-6.5%).

## Geografia
De acordo com o United States Census Bureau tem uma área de 
2,8 km², dos quais 2,8 km² cobertos por terra e 0,0 km² cobertos por água.

## Localidades na vizinhança
O diagrama seguinte representa as localidades num raio de 48 km ao redor de Belfield. 